# Patar (Sine)
Patar (Sine) ist eine Gemeinde (commune) im Département Fatick der Region Fatick, gelegen im zentralen Westen Senegals. Sie besteht aus dem namensgebenden Hauptort (chef-lieu) sowie weiteren Dörfern (villages) und Weilern (hameaux). Der Zusatz „Sine“ dient der Unterscheidung von der Gemeinde Patar im Département Diourbel und bezieht sich auf die Lage im historischen Gebiet von Sine.

## Geographische Lage
Die Gemeinde Patar liegt im Erdnussbecken Senegals. Der Hauptort Patar liegt 24 Kilometer nördlich der Départementspräfektur Fatick und 115 Kilometer östlich der Hauptstadt Dakar. Das Gemeindegebiet hat eine Fläche von 169,00 km². Benachbarte Kommunen sind im Uhrzeigersinn Ngoye und Ngohe im Norden, Ndiob und Thiaré Ndialgui jenseits des Sine im Osten, Niakhar im Süden und im Westen Ngayokhème.

## Geschichte
Das Dorf Patar war seit 1972 Hauptort einer Landgemeinde (communauté rurale) und die erhielt 2014, wie in Senegal alle communautés rurales, den landesweit einheitlichen Status einer Gemeinde (commune).

## Bevölkerung
Die letzten Volkszählungen ergaben jeweils folgende Einwohnerzahlen:
| Jahr | Einwohner |
| ---- | --------- |
| 1988 | 13.981    |
| 2002 | 19.054    |
| 2013 | 25.226    |
| 2023 | 30.583    |

Nach dem Zensus 1988 umfasste die Landgemeinde Patar 18 Dörfer. Der Hauptort Patar hatte damals 1275 Einwohner und lag damit nach Einwohnerzahl in der Landgemeinde an erster Stelle vor dem Dorf Wakhaldiam (687 Einwohner).

## Verkehr
Patar liegt am Rande des Netzes der Nationalstraßen. Eine drei Kilometer lange Staubpiste, die nördlich von Niakhar von der N 9 nach Osten abzweigt, verbindet den Hauptort mit dem Rest des Landes. Die N9 führt durch die Dörfer im Westen des Gemeindegebietes.